# Toro Rosso STR10
De Toro Rosso STR10 is een Formule 1-auto, die in 2015 wordt gebruikt door het Formule 1-team van Toro Rosso.

## Onthulling
Op 31 januari 2015 werd de STR10 onthuld op het Circuito Permanente de Jerez, voorafgaand aan de testsessies op dat circuit. De auto wordt bestuurd door de nieuwkomers Max Verstappen en Carlos Sainz jr.
Ferrari SF15-T ·
Force India VJM08 ·
Lotus E23 Hybrid ·
Marussia MR03B ·
McLaren MP4-30 ·
Mercedes F1 W06 Hybrid ·
Red Bull RB11 ·
Sauber C34 ·
Toro Rosso STR10 ·
Williams FW37